# Copa do Brasil 2013
Copa do Brasil 2013 var 2013 års säsong av den brasilianska fotbollsturneringen Copa do Brasil som spelades mellan den 27 februari och 27 november under 2013. Alla lag kvalificerade sig för Copa do Brasil genom sina resultat i de regionala delstatsmästerskapen eller, om de inte kvalificerade sig på så sätt, genom sin CBF-ranking. De sex lagen som deltog i Copa Libertadores 2013 gick direkt in i åttondelsfinalerna (São Paulo skulle ha varit en av dessa klubbar - men eftersom laget redan var kvalificerat för Copa Sudamericana 2013 tilläts laget inte spel i Copa do Brasil, varför Vasco da Gama fick direktplatsen istället). Totalt för 2013 års säsong deltog 87 lag och turneringen bestod av utslagsmöten. Vinnaren kvalificerar sig för Copa Libertadores 2014. Denna säsong var även den första säsongen som Copa do Brasil kvalificerade lag till Copa Sudamericana. De åtta bäst rankade lag som åkte ur innan eller i den tredje omgången fick istället spela vidare i den sydamerikanska turneringen. Flamengo vann turneringen efter en finalseger mot Atlético Paranaense.

## Kvalomgång
Den första matchen spelades den 27 februari och den andra matchen den 13 mars 2013.
| Lag 1            | Tot. resultat | Lag 2      | 1:a matchen | 2:a matchen | Bortamål | Straffar |
| ---------------- | ------------- | ---------- | ----------- | ----------- | -------- | -------- |
| Atlético Acreano | 5–6           | Desportiva | 1–1         | 4–5         | —        | —        |

## Första omgången
Den första omgången spelades mellan den 3 och 25 april 2013, men matchen mellan Coritiba och Suosoa spelades först den 1 maj 2013.
| Lag 1               | Tot. resultat | Lag 2                 | 1:a matchen | 2:a matchen | Bortamål | Straffar |
| ------------------- | ------------- | --------------------- | ----------- | ----------- | -------- | -------- |
| Flamengo            | 4–0           | Remo                  | 1–0         | 3–0         | —        | —        |
| Sampaio Corrêa      | 1–1 (s)       | Campinense            | 1–0         | 0–1         | 1–1      | 6–7      |
| Ceará               | 4–3           | Ceilândia             | 0–0         | 4–3         | —        | —        |
| ASA                 | 2–1           | Santa Cruz (RN)       | 0–0         | 2–1         | —        | —        |
| Internacional       | 2–0           | Rio Branco            | 2–0         | —           | —        | —        |
| Santa Cruz          | 4–1           | Guarani de Juazeiro   | 2–1         | 2–0         | —        | —        |
| Avaí                | 4–2           | Volta Redonda         | 0–1         | 4–1         | —        | —        |
| América (MG)        | 3–0           | Gurupi                | 3–2         | 0–0         | —        | —        |
| Goiás               | 3–1           | Oratório              | 3–1         | —           | —        | —        |
| Santo André         | 2–1           | Veanópolis            | 0–1         | 2–0         | —        | —        |
| Sport               | 3–0           | Vitórioa da Conquista | 1–0         | 2–0         | —        | —        |
| ABC                 | 3–1           | Parnahyba             | 3–1         | —           | —        | —        |
| Vitória             | 6–3           | Mixto                 | 1–2         | 5–1         | —        | —        |
| Boa Esporte         | 2–4           | Salgueiro             | 0–2         | 2–2         | —        | —        |
| Paraná              | 3–4           | São Bernardo          | 1–1         | 2–3         | —        | —        |
| Criciúma            | 3–0           | Noroeste              | 0–0         | 3–0         | —        | —        |
| Coritiba            | 3–0           | Suosa                 | 3–0         | —           | —        | —        |
| Águia de Marabá     | 1–4           | Nacional (AM)         | 0–2         | 1–2         | —        | —        |
| Ponte Preta         | 3–0           | Itabaiana             | 3–0         | —           | —        | —        |
| Bragantino          | 2–0           | Águia Negra           | 2–0         | —           | —        | —        |
| Botafogo            | 2–0           | Sobradinho            | 0–0         | 2–0         | —        | —        |
| CRB                 | 3–2           | Fast Clube            | 1–1         | 2–1         | —        | —        |
| Figueirense         | 4–1           | Desportiva            | 4–1         | —           | —        | —        |
| São Caetano         | 1–1 (s)       | Arapongas             | 0–1         | 1–0         | 0–0      | 1–3      |
| Cruzeiro            | 3–0           | CSA                   | 3–0         | —           | —        | —        |
| Caxias              | 1–2           | Resende               | 1–2         | 0–0         | —        | —        |
| Atlético Goianiense | 7–0           | Cametá                | 7–0         | —           | —        | —        |
| Grêmio Barueri      | 1–5           | Cianorte              | 1–2         | 0–3         | —        | —        |
| Atlético Paranaense | 3–0           | Brasil de Pelotas     | 1–0         | 2–0         | —        | —        |
| America de Natal    | 2–0           | Ji-Paraná             | 1–0         | 1–0         | —        | —        |
| Portuguesa          | 1–1 (b)       | Naviraiense           | 0–0         | 1–1         | 0–1      | —        |
| Paysandu            | 2–0           | São Raimundo (RR)     | 2–0         | —           | —        | —        |
| Santos              | 4–2           | Flamengo (PI)         | 2–2         | 2–0         | —        | —        |
| Joinville           | 2–1           | Aracruz               | 1–1         | 1–0         | —        | —        |
| Náutico             | 2–4           | CRAC                  | 1–3         | 1–1         | —        | —        |
| Betim               | 3–1           | Bangu                 | 2–1         | 1–0         | —        | —        |
| Bahia               | 2–0           | Maranhão              | 2–0         | —           | —        | —        |
| Luverdense          | 3–1           | Tupi                  | 0–1         | 3–0         | —        | —        |
| Guarani             | 1–1 (s)       | Confiança             | 0–1         | 1–0         | 0–0      | 1–4      |
| Fortaleza           | 0–0 (s)       | Luziânia              | 0–0         | 0–0         | 0–0      | 3–2      |

## Andra omgången
Matcherna i den andra omgången spelades mellan 1 och 22 maj 2013. Det lag som hade hemmaplan i den första matchen står listade till vänster.
| Lag 1               | Tot. resultat | Lag 2            | 1:a matchen | 2:a matchen | Bortamål | Straffar |
| ------------------- | ------------- | ---------------- | ----------- | ----------- | -------- | -------- |
| Flamengo            | 4–2           | Campinense       | 2–1         | 2–1         | —        | —        |
| Ceará               | 3–3 (s)       | ASA              | 0–3         | 3–0         | 0–0      | 3–4      |
| Internacional       | 2–0           | Santa Cruz       | 0–0         | 2–0         | —        | —        |
| Avaí                | 1–3           | América (MG)     | 1–0         | 0–3         | —        | —        |
| Goiás               | 4–2           | Santo André      | 3–2         | 1–0         | —        | —        |
| Sport               | 2–5           | ABC              | 0–2         | 2–3         | —        | —        |
| Vitória             | 1–1 (b)       | Salgueiro        | 0–0         | 1–1         | 0–1      | —        |
| Criciúma            | 4–2           | São Bernardo     | 1–1         | 3–1         | —        | —        |
| Coritiba            | 2–4           | Nacional (AM)    | 1–4         | 1–0         | —        | —        |
| Ponte Preta         | 3–2           | Bragantino       | 3–1         | —           | —        | —        |
| Botafogo            | 3–0           | CRB              | 0–0         | 3–0         | —        | —        |
| Figueirense         | 3–1           | Arapongas        | 0–0         | 3–1         | —        | —        |
| Cruzeiro            | 6–1           | Resende          | 2–1         | 4–0         | —        | —        |
| Atlético Goianiense | 3–1           | Cianorte         | 3–1         | —           | —        | —        |
| Atlético Paranaense | 6–2           | America de Natal | 6–2         | —           | —        | —        |
| Paysandu            | 1–2           | Naviraiense      | 1–0         | 0–2         | —        | —        |
| Santos              | 1–0           | Joinville        | 1–0         | 0–0         | —        | —        |
| Betim               | 2–4           | CRAC             | 2–3         | 0–1         | —        | —        |
| Bahia               | 1–2           | Luverdense       | 0–2         | 1–0         | —        | —        |
| Fortaleza           | 5–1           | Confiança        | 1–1         | 4–0         | —        | —        |

## Tredje omgången
Matcherna i den tredje omgången spelades mellan den 3 och 24 juli 2013.
| Lag 1               | Tot. resultat | Lag 2               | 1:a matchen | 2:a matchen | Bortamål | Straffar |
| ------------------- | ------------- | ------------------- | ----------- | ----------- | -------- | -------- |
| Flamengo            | 4–1           | ASA                 | 2–0         | 2–1         | —        | —        |
| Internacional       | 4–2           | América (MG)        | 3–1         | 1–1         | —        | —        |
| Goiás               | 4–1           | ABC                 | 3–0         | 1–1         | —        | —        |
| Salgueiro           | 1–1 (b)       | Criciúma            | 0–0         | 1–1         | 1–0      | —        |
| Nacional (AM)       | 2–0           | Ponte Preta         | 1–0         | 1–0         | —        | —        |
| Botafogo            | 1–1 (s)       | Figueirense         | 1–0         | 0–1         | 0–0      | 5–4      |
| Cruzeiro            | 6–0           | Atlético Goianiense | 5–0         | 1–0         | —        | —        |
| Atlético Paranaense | 2–1           | Paysandu            | 0–0         | 2–1         | —        | —        |
| Santos              | 3–1           | CRAC                | 1–1         | 2–0         | —        | —        |
| Luverdense          | 2–1           | Fortaleza           | 0–0         | 2–1         | —        | —        |

## Åttondelsfinaler
Åttondelsfinalerna bestod av sexton lag, varav tio vinnare från den tredje omgången och sex direktkvalificerade lag. Matcherna spelades mellan den 21 och 30 augusti 2013.
| Lag 1               | Tot. resultat | Lag 2         | 1:a matchen | 2:a matchen | Bortamål | Straffar |
| ------------------- | ------------- | ------------- | ----------- | ----------- | -------- | -------- |
| Corinthians         | 2–1           | Luverdense    | 0–1         | 2–0         | —        | —        |
| Grêmio              | 2–1           | Santos        | 0–1         | 2–0         | —        | —        |
| Salgueiro           | 2–5           | Internacional | 0–3         | 2–2         | —        | —        |
| Atlético Paranaense | 3–1           | Palmeiras     | 0–1         | 3–0         | —        | —        |
| Goiás               | 2–1           | Fluminense    | 0–1         | 2–0         | —        | —        |
| Vasco da Gama       | 4–1           | Nacional (AM) | 2–0         | 2–1         | —        | —        |
| Atlético Mineiro    | 4–6           | Botafogo      | 2–4         | 2–2         | —        | —        |
| Flamengo            | 2–2 (b)       | Cruzeiro      | 1–2         | 1–0         | 1–0      | —        |

## Kvartsfinaler
Kvartsfinalerna bestod av åtta lag, det vill säga alla vinnare från åttondelsfinalerna. Det första mötet spelas den 25-26 september 2013 och det andra mötet spelas den 23-24 oktober 2013.
| Lag 1         | Tot. resultat | Lag 2               | 1:a matchen | 2:a matchen | Bortamål | Straffar |
| ------------- | ------------- | ------------------- | ----------- | ----------- | -------- | -------- |
| Corinthians   | 0–1           | Grêmio              | 0–0         | 0–1         | —        | —        |
| Internacional | 1–1 (b)       | Atlético Paranaense | 1–1         | 0–0         | 0–1      | —        |
| Goiás         | 4–4 (b)       | Vasco da Gama       | 2–1         | 2–3         | 2–1      | —        |
| Botafogo      | 1–5           | Flamengo            | 1–1         | 0–4         | —        | —        |

## Semifinaler
| Lag 1               | Tot. resultat | Lag 2    | 1:a matchen | 2:a matchen | Bortamål | Straffar |
| ------------------- | ------------- | -------- | ----------- | ----------- | -------- | -------- |
| Atlético Paranaense | 1–0           | Grêmio   | 1–0         | 0–0         | —        | —        |
| Goiás               | 2–4           | Flamengo | 1–2         | 1–2         | —        | —        |

## Final
| Lag 1               | Tot. resultat | Lag 2    | 1:a matchen | 2:a matchen | Bortamål | Straffar |
| ------------------- | ------------- | -------- | ----------- | ----------- | -------- | -------- |
| Atlético Paranaense | 1–3           | Flamengo | 1–1         | 0–2         | —        | —        |

## Kvalificering till Copa Sudamericana 2013
De åtta bäst rankade lagen som åkt ur innan den fjärde omgången (det vill säga fram till och med den tredje omgången) kvalificerar sig för Copa Sudamericana 2013. Detta innebär att alla lag som är rankade bland de åtta bästa är garanterade en plats i Copa Sudamericana om de åker ur innan den fjärde omgången. Dessutom innebär detta att enbart lag som är rankade bland de 24 bästa (av de som kunde kvalificera sig) hade möjlighet att kvalificera sig för turneringen.
- Náutico (rankade sexa och eliminerade i den första omgången)
- Coritiba (rankade sjua och eliminerade i den andra omgången)
- Ponte Preta (rankade åtta och eliminerade i den tredje omgången)
- Bahia (rankade nia och eliminerade i den andra omgången)
- Portuguesa (rankade tia och eliminerade i den första omgången)
- Criciúma (rankade tolva och eliminerade i den tredje omgången)
- Vitória (rankade som fjortonde lag och eliminerade i den andra omgången)
- Sport (rankade som femtonde lag och eliminerade i den andra omgången)